# Ricky Tavares
Marcílio Henrique Tavares Gonçalves (Brasilia, 28 de agosto de 1991), más conocido como Ricky Tavares, es un actor y modelo brasileño.

## Carrera profesional
Tavares estudió en la escuela de arte dramático O Tablado. Inició su carrera artística en el teatro, a los 16 años, interpretando al cazador Gastón en la obra La Bella y la Bestia. Todavía en el teatro, estuvo en "Pintando o Sete" y El maravilloso mago de Oz.
Su primera aparición en televisión fue en 2009 en la telenovela Promessas de Amor de RecordTV con el personaje de Aurélio Pitini (Pit). En el mismo año, interpretó el personaje de Rodrigo en Malhação ID de TV Globo. En 2013, el actor interpretó su primer papel protagónico en la miniserie José de Egipto.
Tavares integró el elenco de varios otros proyectos, además de Vidas en juego, Josué y la tierra prometida, Jesús, Génesis, entre otras. El artista también aparece en la serie original de Netflix Maldivas.

## Vida personal
Marcílio Henrique Tavares Gonçalves nació en Brasilia y se mudó a Río de Janeiro con su familia durante la infancia.
Sus hermanos Juliana Xavier y Dharck Tavares también son actores. Su primo Tiago Santiago es autor y director de telenovelas.
Durante siete años, Tavares estuvo en una relación con la actriz Marcela Barrozo. La pareja se separó en 2019.

## Filmografía

### Televisión
| Año(s)  | Título                      | Personaje(s)             | Notas                                    |
| ------- | --------------------------- | ------------------------ | ---------------------------------------- |
| 2009    | Mutantes: Promessas de Amor | Aurélio Pitini (Pit)     |                                          |
| 2009    | Malhação                    | Rodrigo Cerqueira        | Temporada 17                             |
| 2011    | Vidas en juego              | Wellington Nobre Batista |                                          |
| 2013    | José de Egipto              | José (joven)             | Episodios: "30 de enero a 20 de febrero" |
| 2013    | Casamento Blindado          | Diogo                    | Especial de año nuevo                    |
| 2014    | Milagros de Jesús           | David                    | Episodio: "El Hombre Hidrópico"          |
| 2014    | Victória                    | Mossoró Ferreira         |                                          |
| 2016    | Josué y la tierra prometida | Zaqueo                   |                                          |
| 2018    | Jesús                       | Judas Tadeo              |                                          |
| 2021    | Génesis                     | Harán                    | Fase: Ur de los caldeos                  |
| 2022    | Más que una ilusión         | Inácio                   |                                          |
| 2022    | Maldivas                    | Miguel                   |                                          |
| 2023-25 | Reyes                       | Absalón                  | Fase: Las Consecuencias                  |
| 2023-25 | Reyes                       | Asa                      | Fase: La División                        |

### Cine
| Año  | Título                                | Personaje(s) | Notas |
| ---- | ------------------------------------- | ------------ | ----- |
| 2022 | Rocinha, Toda História Tem Dois Lados |              |       |